# 애보트와 코스텔로 미이라 만나다
애보트와 코스텔로 미이라 만나다(Abbott And Costello Meet The Mummy)는 미국에서 제작된 찰스 라몬트 감독의 1955년 코미디, 모험, 공포 영화이다. 버드 애보트 등이 주연으로 출연하였고 하워드 크리스티 등이 제작에 참여하였다.

## 출연

### 주연
- 버드 애보트
- 루 코스텔로

### 조연
- 마리 윈드서
- 마이클 안사라
- 댄 세이모어
- 리처드 데콘
- 커트 채치
- 리처드 카란
- 멜 웰즈
- 조지 코우리
- 에디 파커
- 페기 킹
- 잔 알번
- 켐 딥스
- 테드 헤치트
- 도널드 카
- 밋첼 코월
- 샤론 리
- 행크 만
- 폴 마리온
- 로빈 모스
- 마이클 밸론
- 케네스 엘턴

## 제작진
- 세트: 러셀 A. 고스맨
- 세트: 제임스 M. 월터스 시니어
- 의상: 로즈마리 오델